# 第一銀行 (台湾)
第一銀行（だいいちぎんこう:日本語での正式名称は第一商業銀行〔だいいちしょうぎょうぎんこう〕）は台湾・台北市中正区に本社を置く、台湾を代表する大手商業銀行の一つである。台湾商工銀行とも呼称される。

## 概要
前身は日本統治時代の1899年に台北で設立された「台湾貯蓄銀行」であり、1912年には「台湾商工銀行」（1910年創業）と合併し、その商号を引き継いだ。更に1923年に嘉義銀行・新高銀行の両行を合併し、支店網の拡大を行った。

1947年に台湾工商銀行として発足するが、1949年に台湾第一商業銀行とする。また1976年に再び商号を改めて第一商業銀行とした。2003年には第一金融控股が発足し、当行はその金融持株会社の子会社となった。
日本では東京都千代田区大手町に東京支店が設置されており、「第一商業銀行」の名で銀行免許を得ている。